# Ley sobre ordenación y defensa de la industria
La Ley sobre ordenación y defensa de la industria de 24 de noviembre de 1939, de España, fue una de las normas legales más importantes, dictadas por Francisco Franco, durante la primera época de su régimen político, en materia de política industrial.
Esta Ley se encuandra en el periodo autárquico de la economía española durante el primer franquismo y constituyó, junto a la Ley de protección de las nuevas industrias de interés nacional y de ordenación y defensa de la industria de 1939 y la ley de creación del INI de septiembre de 1941, las principales disposiciones del primer régimen franquista en materia de industria.

## Contenido
Con esta norma el Estado se dotaba de una gran capacidad de control de la iniciativa industrial privada. Fue una norma claramente intervencionista que fijaba las bases de la regulación industrial en España. Uno de los elementos más destacados que frenó la entrada de nuevos competidores, era la exigencia de una autorización previa del Ministerio de Industria para la instalación, traslado o ampliación de empresas. Estas limitaciones de la competencia en el sector industrial, dejaban un amplio margen de actuación a los funcionarios públicos y estrangularon el crecimiento económico del país y favorecieron la corrupción. Estas limitaciones se prolongaron durante más de 20 años.
La ley también regulaba y restringía las inversiones extranjeras en la industria española, limitando su participación en el capital y estableciendo la facultad para incautar empresas que se reservaba el Estado.